# Cantonul Saint-Jean-de-Monts
Cantonul Saint-Jean-de-Monts este un canton din arondismentul Sables-d'Olonne, departamentul Vendée, regiunea Pays de la Loire, Franța.

## Comune
- La Barre-de-Monts
- Notre-Dame-de-Monts
- Le Perrier
- Saint-Jean-de-Monts (reședință)
- Soullans